# Amy Grant
Amy Lee Grant (Augusta, Georgia, 1960. november 25. –) Grammy-díjas amerikai keresztény-pop énekesnő, alkalmanként színésznő.

## Kezdetek
Amy iskolás korában kezdett el énekelni osztálytársainak csak úgy a maga örömére, emellett a templomi összejöveteleken is énekelt. Később a helyi fiatal keresztény ifjúsági életbe is bekapcsolódott.
Szerető, összetartó, vallásos családban nőtt fel Nashvilleben.
Későbbi életét és gondolkodásmódját is ez a vallásos háttér határozta meg.

## Felfedezve
Meseszerű változás történt Amy életében amikor is egy barátja és későbbi producere Brown Bannister megengedte hogy néhány felvételt készítsen családja számára stúdiójában. A Word lemezkiadótól éppen ott volt valaki aki meghallotta Amyt énekelni és nemsokára már meg is jelent első nagylemeze Amy Grant címmel (1977). Amy ekkor mindössze 16 éves volt.
Zenéje új volt, friss és meggyőző, tele élettel. Egy fiatal lány elképzelései a világról, Istenről, hitről. Új zenei stílus született: Kortárs Keresztény Zene (Contemporary Christian Music, CCM). Ez nem a hagyományos gospel, hanem fülbemászó könnyűzene keresztény tartalommal. Innentől Amy élete utazással és koncertekkel telt.
Következő albuma 1979-ben jelent meg My Father’s Eyes címmel.
Ekkor találkozott későbbi férjével Gary Chapmannel, aki a címadó dalt is írta. Ezt követte 1980-ban Never Alone album, majd két koncertalbum.
1982-ben Amy és Gary összeházasodtak, az év másik nagy eseménye az Age to Age album váratlan nagy sikere volt. Amy megkapta első Grammy-díját (összesen 5 van). Az album leghíresebb dala: El-Shaddai, ami azóta is az egyik legkedveltebb dal Amytől.
Rajongótábora egyre nőtt, ő lett az új zenei stílus vezető egyénisége.
Straight Ahead címmel jelent meg 1984-ben a következő stúdióalbum, ami tovább növelte népszerűségét. Az albumon található Angels dal Grammy-díjat nyert, a dalt el is énekelte Amy a díjátadáson.

## Szélesebb rétegekhez
Amy célja az volt hogy zenéjét megpróbálja még több emberhez eljuttatni. Unguarded 1985-ben megjelent albuma hangzásában eltért az eddigiektől. Sokkal modernebb és ’világibb’ volt. Voltak rajongók akiknek már ez a változás se tetszett és kritikával illették Amyt. Legnagyobb sláger az albumról: Find a Way, ami a slágerlistákra is felkerült, játszották a rádiók és már a videóklipjét is lehetett látni a zenecsatornákon. (MTV)
Amy egyre többet szerepelt a tévében, beszélgetőshowkban, sőt saját karácsonyi műsorral is jelentkezett 1986-ban. (CBS)
1987-ben megszületett első gyermeke Matthew Garrison, miközben már folytak a következő album felvételei.
A Lead Me On 1988-ban készült el. Az album sokkal mélyebb, őszintébb és mélyenszántóbb volt mondanivalójában, mint a korábbiak. Amy meglepő módon megnyílt a hallgatók számára és bepillantást engedett lelkébe. Talán ezért is ez az album nagyon sokak kedvence még ma is, bár azóta jó pár év telt el.
Két évvel később Amy újabb kisbabának adott életet, első kislánya neve Gloria Mills (Millie).
Az iránta érzett szeretet ihlette a következő album (Heart in Motion 1991) leghíresebb dalát is: Baby, Baby.
A legtöbben csak ezt a dalt ismerik Amytől hiszen ez tette őt igazán világhírűvé. Az album multiplatina lett, 5 dal került fel róla a slágerlisták élére, a videóklipek pedig elárasztották a zenetévéket. Amy hirtelen a szórakoztatóipar sztárjai között találta magát.
Sok kritikát is kapott ezekben az időkben hogy elhagyta hitét és már csak a szerelemről és más lényegtelen dolgokról énekel.
Amy azonban ezekben az időkben is ugyanannyi dalt írt Istenhez és a hitéről, mint régen. Koncertjein ugyanúgy énekelte régi dalait is. Csak a hirtelen jött nagy népszerűség hozzásegítette őt hogy még szélesebb rétegekhez tudja eljuttatni mondanivalóját.
1992-ben megszületett Sarah Cannon, Amy harmadik gyermeke és közben elkészült második Karácsonyi albuma is Home for Christmas címmel.
Az első még 1983-ban jelent meg (A Christmas Album). Második Karácsonyi albuma azóta is az egyik legkedveltebb Karácsonyi album az eladási mutatók szerint.
Következő albuma az 1994-es House of Love, a címadó dalt a híres country énekessel Vince Gillel énekelte. Ez az album is ötvözte magában a fülbemászó slágereket és a hittel átszőtt, mélyebb tartalmú dalokat.

## Nehéz időszak
A következő évek nagy változást hoztak Amy életében. 1997-ben megjelent albuma Behind the Eyes, egészen másmilyen volt, mint bármelyik korábbi albuma. Borongós, szomorú hangvételű dalokkal volt tele. Senki nem értette mi történt Amyvel.
A következő évek történései meghozták a feleletet erre a melankolikusabb hangra.
Amy elvált férjétől Gary Chapmantől. Évek óta küzdöttek a házasság megtartásáért, de az igazság az hogy meg se kellett volna kötniük, annyira eltérőek voltak.
Amy újra a lapok címoldalán találta magát, viták kedvelt témája lett válása. Elválhat-e egy keresztény? Énekelhet-e még ezután is Istenről? Egy kis időre Amy inkább visszavonult a közélettől.
1999-ben kiadta harmadik Karácsonyi albumát A Christmas to Remember címmel. Szintén ebben az évben szerepelt egy filmben is, ahol egy vak zenetanárt alakított (A Song from the Heart)

## Meglepő fordulat
2000 márciusában Amy férjhez ment Vince Gillhez, akivel 1994-ben duettet énekelt akkori albumán. Ez a tette még nagyobb port vert fel mint a válása. ’Botrányos viszonyukról’ zengett a média pedig évekig csak nagyon jó barátok voltak, igazi lelki társak, a szerelem csak mindkettőjük válása után jött.
Közel 40 éves volt Amy amikor is megszületett negyedik (Vince-szel első közös) gyermeke Corrina.

## Egy sokoldalú, színes élet
Amy négy gyermek édesanyja, további albumai jelentek meg:
a Legacy 2002-ben, ami kedvenc gyerekkori himnuszainak gyűjteménye és 2003-ban a Simple Things. Majd 2005-ben a második himnuszválogatása látott napvilágot, Rock of Ages címmel. Emellett férjével járják az országot, koncerteznek. Bensőséges karácsonyi műsorával 10 éve lép fel Amerika városaiban. Amy folyamatosan ír dalokat, fellép, tv-ben szerepel, interjúkat ad. Közel 30 éve van a pályán. Azt csinálja amit igazán szeret és amihez igazán ért: zenét ír, énekel és megszólítja az embereket közvetlen stílusával.
Az NBC csatornán háziasszonya volt a "Three Wishes" (Három kívánság) c. műsornak 2005-ben, ebben az éven (2007) pedig könyvet ír saját életéről "Mosaic- pieces of my life so far" címmel.

## Albumai
- Amy Grant (1977)
- My Father’s Eyes (1979)
- Never Alone (1980)
- Age to Age (1982)
- A Christmas Album (1983)
- Straight Ahead (1984)
- Unguarded (1985)
- The Collection (1986)
- Lead Me On (1988)
- Heart in Motion (1991)
- Home for Christmas (1992)
- House of Love (1994)
- Behind the Eyes (1997)
- A Christmas to Remember (1999)
- Legacy (2002)
- Simple Things (2003)
- Greatest Hits (2004)
- Rock of Ages (2005)
- Time again – Live (2006)